# Let's Get Blown
Let's Get Blown este cel de-al doilea disc single promovat de pe albumul R&G (Rhythm & Gangsta): The Masterpiece, lansat de interpretul american Snoop Dogg în anul 2004. Compoziția, o colaborare cu interpreta Keyshia Cole și cu rapper-ul Pharrell Williams, a fost promovată în S.U.A. începând cu finele anului 2004, obținând succes notabil în țările anglofone. Piesa este cel de-al doilea cântec înregistrat de cântăreața americană Keyshia Cole.

## Clasamente
| Clasament                            | Poziția maximă |
| ------------------------------------ | -------------- |
| U.S. Billboard Hot 100               | 54             |
| U.S. Billboard Hot R&B/Hip-Hop Songs | 19             |
| U.S. Billboard Hot Rap Tracks        | 12             |
| U.S. Billboard Rhythmic Top 40       | 26             |
| UK Singles Chart                     | 13             |
| Ireland Top 50 Singles               | 16             |
| Switzerland Top 100 Singles          | 22             |
| New Zealand Top 50 Singles           | 19             |
| Italy Top 50 Singles                 | 26             |
| South Africa FM Top 40 Singles       | 1              |
| Greece Top 20                        | 15             |
| Finland Top 20                       | 18             |